# ゲストダイアン
『ゲストダイアン』は、朝日放送テレビ（ABCテレビ）のバラエティ番組。2023年9月16日から10月7日まで4度パイロット版が放送され、2024年4月6日から2024年9月28日までレギュラー放送された。
この番組では、お笑いコンビのダイアンの冠番組ではあるが、そのダイアンの立場は、MCではなく「ゲスト」で、毎回週替わりにMCが登場する仕組みとなっている。つまりは、週替わりのMCや企画に対して、ダイアンがゲストとして加わって、「日本一のゲストタレント」を目指し、盛り上げていくものである。

## 放送時間
- 毎週土曜日 16:00-16:30（2023年9月16日 - 2023年10月7日、2024年4月6日 - 2024年9月28日）

## 出演者
- ダイアン

## 放送リスト

### パイロット版
| 回 | 放送日  | MC         | サブタイトル          | 出典        |
| -- | ------- | ---------- | --------------------- | ----------- |
| 1  | 9月16日 | 東出昌大   | あつまれ ひがしでの森 | [ 3 ] [ 4 ] |
| 2  | 9月23日 | 片岡鶴太郎 | 鶴ちゃんのヨガ夢中    | [ 5 ] [ 6 ] |
| 3  | 9月30日 | 照英       | 照英の熱血!金魚塾     | [ 7 ] [ 8 ] |
| 4  | 10月7日 | 永尾柚乃   | ゆのちゃんのてれび    | [ 9 ]       |

### レギュラー版
| 回 | 放送日  | MC                       | その他の出演者                                           | サブタイトル                                     | 出典   |
| -- | ------- | ------------------------ | -------------------------------------------------------- | ------------------------------------------------ | ------ |
| 1  | 4月6日  | 渡部陽一                 |                                                          | 渡部陽一が伝える戦場の日常                       | [ 10 ] |
| 2  | 4月13日 | 那須川天心               |                                                          | 那須川天心の俺がパワースポット                   | [ 11 ] |
| 3  | 4月20日 | 大和田伸也               |                                                          | 令和のアトムオーディション                       | [ 12 ] |
| 4  | 4月27日 | 原田龍二                 |                                                          | 原田龍二のネッシーはいる!                        |        |
| 5  | 5月4日  | 叶姉妹                   |                                                          | 叶姉妹のファビュラスTV                           | [ 13 ] |
| 6  | 5月11日 | 武井壮                   |                                                          | 最強海苔の佃煮王決定トーナメント                 |        |
| 7  | 5月18日 | Mr.マリック              |                                                          | Mr.マリックの愛・超魔術倶楽部                    | [ 14 ] |
| 8  | 5月25日 | えなこ                   |                                                          | 転生したらえなこ姫の家来だった件                 |        |
| 9  | 6月1日  | コウメ太夫               |                                                          | コウメ太夫 継承者決定戦                          |        |
| 10 | 6月8日  | 武田真治                 | ビリー・ブランクス                                       | 武田真治のLet's BOOT CAMP                        |        |
| 11 | 6月15日 | 東儀秀樹                 |                                                          | 東儀秀樹のTHE SESSION                            |        |
| 12 | 6月22日 | DJ KOO                   |                                                          | DJ ヤラnight! POW!POW!POW!                       |        |
| 13 | 6月29日 | わくわくさん             |                                                          | わくわくさんのびっくり★おもしろ こうさくのじかん |        |
| 14 | 7月6日  | 有村昆                   |                                                          | ARIMURA TO TIME TRAVEL 知られざるBTTFの世界へ    |        |
| 15 | 7月13日 | IKKO                     |                                                          | IKKOのお料理一本背負投げ                         |        |
| 16 | 7月20日 | ナジャ・グランディーバ   |                                                          | 真夏のドラァグクイーン運動会2024                 |        |
| 17 | 7月27日 | ナジャ・グランディーバ   |                                                          | 真夏のドラァグクイーン運動会2024                 |        |
| 18 | 8月24日 | 八木真澄（サバンナ）     | 弭間花菜                                                 | ぼくの幸福経済論                                 |        |
| 19 | 8月31日 | 寺井広樹                 |                                                          | 涙活の集い                                       |        |
| 20 | 9月14日 | モト冬樹                 |                                                          | 男の終活～最期くらいカッコよく終わろうぜ～       |        |
| 21 | 9月21日 | 関町知弘（ライス）       | 弭間花菜 村田秀亮（とろサーモン） エバース プール しんや | ニュースター発掘-1グランプリ                     |        |
| 22 | 9月28日 | 村田秀亮（とろサーモン） | スーパーマラドーナ DJ KOO                                | パネルクイズ ダイアン25                          | [ 15 ] |

## スタッフ
- ナレーター：新里春樹（#4）
- 構成：岸本尚久
- SW：中住鉄兵（#4）
- CAM：深野高史、土橋康弘、中田具樹、小林智幸（共に#4）
- CA：佐藤虹、清水翔太（共に#4）
- LD：相澤裕一（#4）
- 照明：山鬼大輝（#4）
- VE：滝沢祐太郎（#4）
- MIX：籠谷暖夫（#4）
- AUD：飯田一馬（#4）
- VTRオペ：桂芳幹（#4）
- TM：小西剛生（#4）
- EED：大中帆菜、中野亜海
- MA：野口嵩仁
- SE：浜田梨沙子（#4）
- 美術：小林沙奈美
- 協力：チョコフィルム、SOUND-K【毎週】、まいど、イロとイロ、東京衣裳（まいど以降→#3,4）、i-NEX、関西東通、ライズアップ（共に#4）
- PR：朝比茂信（朝日放送テレビ）
- デスク：板倉とわか
- AD：中村友香
- ディレクター：喜多治揮・木村小夏（朝日放送テレビ）、米澤のぞ美（ABCリブラ）、植田政成（ディーレック）
- 演出：大迫浩幹（朝日放送テレビ）
- プロデューサー：髙木伸也（朝日放送テレビ）、山中修平・谷垣和歌子（吉本興業）
- 制作協力：吉本興業
- 制作著作：ABC TV

### 過去のスタッフ
- ナレーター：武田和歌子（#1,2）、藤崎健一郎（#3）
- CAM：岡田陽、加島祥太朗（共に#1）、西川真（#1,3）、高砂よういち、小澤拓史、渡部孝二（共に#2）、飯田祥子（#3）
- CA：松本拓弥（#1）、斎藤新一（#2）、菅野龍弥（#3）
- MIX：菅野龍也（#1）
- AUD：吉田正志（#2）、藤原尉智（#3）
- VE：廣瀬直樹（#2）
- 照明技師：長谷川英樹、宮淳之介（共に#2）
- SE：片岡幸司（#1,2）、増田泰士（#3）
- 監修：岡本信明（#3）
- AD：田中千城（#1）